# Formacje trawiaste
Formacje trawiaste – bezdrzewne formacje roślinne, w których dominującą rolę pełnią trawy. Wykształcają się tam, gdzie warunki klimatyczne i siedliskowe uniemożliwiają rozwój formacjom leśnym. Czynnikami ograniczającymi występowanie lasów i zarazem warunkującymi utrzymywanie się formacji trawiastych są: niskie temperatury, znaczna zmienność sezonowa klimatu, niewielka ilość opadów, długotrwałe zalewy wód, silne wiatry i lawiny. Granica między strefą formacji trawiastych a strefą lasów może być kształtowana przez występowanie cyklicznych pożarów. Na Środkowym Zachodzie Stanów Zjednoczonych występował tzw. półwysep preriowy, czyli wysunięty w głąb strefy leśnej pas strefy trawiastej, który zanikł od czasu systematycznego gaszenia naturalnych pożarów. Również silna presja dużych roślinożerców może uniemożliwić przekształcenie formacji trawiastej w leśną. Ma to miejsce np. na obszarach o dużym zagęszczeniu słoni, które w tej sytuacji są gatunkiem kluczowym, odpowiedzialnym za utrzymanie takiej fizjonomii ekosystemu. Wypas również jest odpowiedzialny za utrzymanie niektórych formacji trawiastych w strefie umiarkowanej, co dotyczy m.in. muraw bliźniczkowych. Formacje trawiaste występują na lądach od obszarów okołobiegunowych po strefę tropikalną zajmując na Ziemi w sumie ok. 3200 milionów ha. Formacje trawiaste dzieli się na strefowe lub azonalne odpowiednio do rozmieszczenia czynników warunkujących ich występowanie. 

## Strefowe formacje trawiaste

### Sawanna

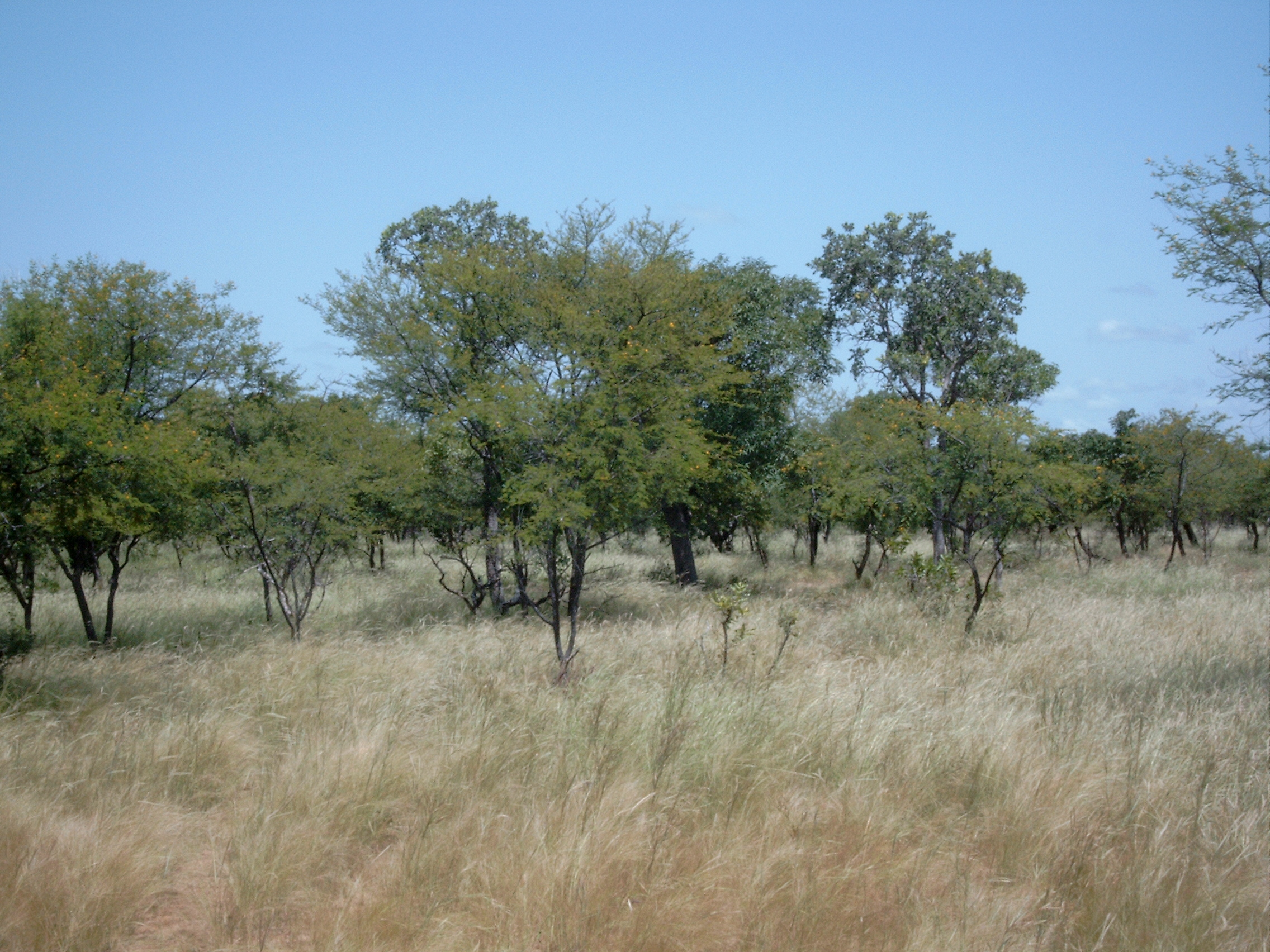
Sawanna z akacjami w Burkina Faso

Formacja z dominacją traw, choć także z większym lub mniejszym udziałem rosnących pojedynczo lub grupami krzewów i drzew. Sawanny kształtują się w strefie międzyzwrotnikowej na obszarach, gdzie w ciągu roku występuje regularnie okres bezdeszczowy. Roczna suma opadów może wynosić od 200 do 1500 mm, a temperatury są wysokie, w okresie deszczowym wynoszą 18–24 °C, a w suchym 14–20 °C. Różne typy sawann występują na rozległych obszarach Afryki i Ameryki Południowej, mniejsze powierzchnie zajmują w Ameryce Środkowej, Australii oraz na Archipelagu Malajskim.

### Step
Formacja bezdrzewna z przewagą traw i zróżnicowanym udziałem zielnych roślin kserofilnych. Kształtuje się pod wpływem klimatu kontynentalnego w strefie umiarkowanej. Stepy zajmowały pierwotnie rozległe obszary Eurazji od wybrzeży Morza Czarnego po północne Chiny. W Ameryce Północnej określane są mianem prerii, a w Południowej pampy (pampasów). Na półkuli południowej wyróżnia się także formacje o charakterze przejściowym między stepami i górskimi halami – tussock (na obszarze okołoantarktycznym) i paramo (w Andach). W strefie przejściowej między stepami i lasami strefy umiarkowanej kształtuje się lasostep.

## Azonalne formacje trawiaste

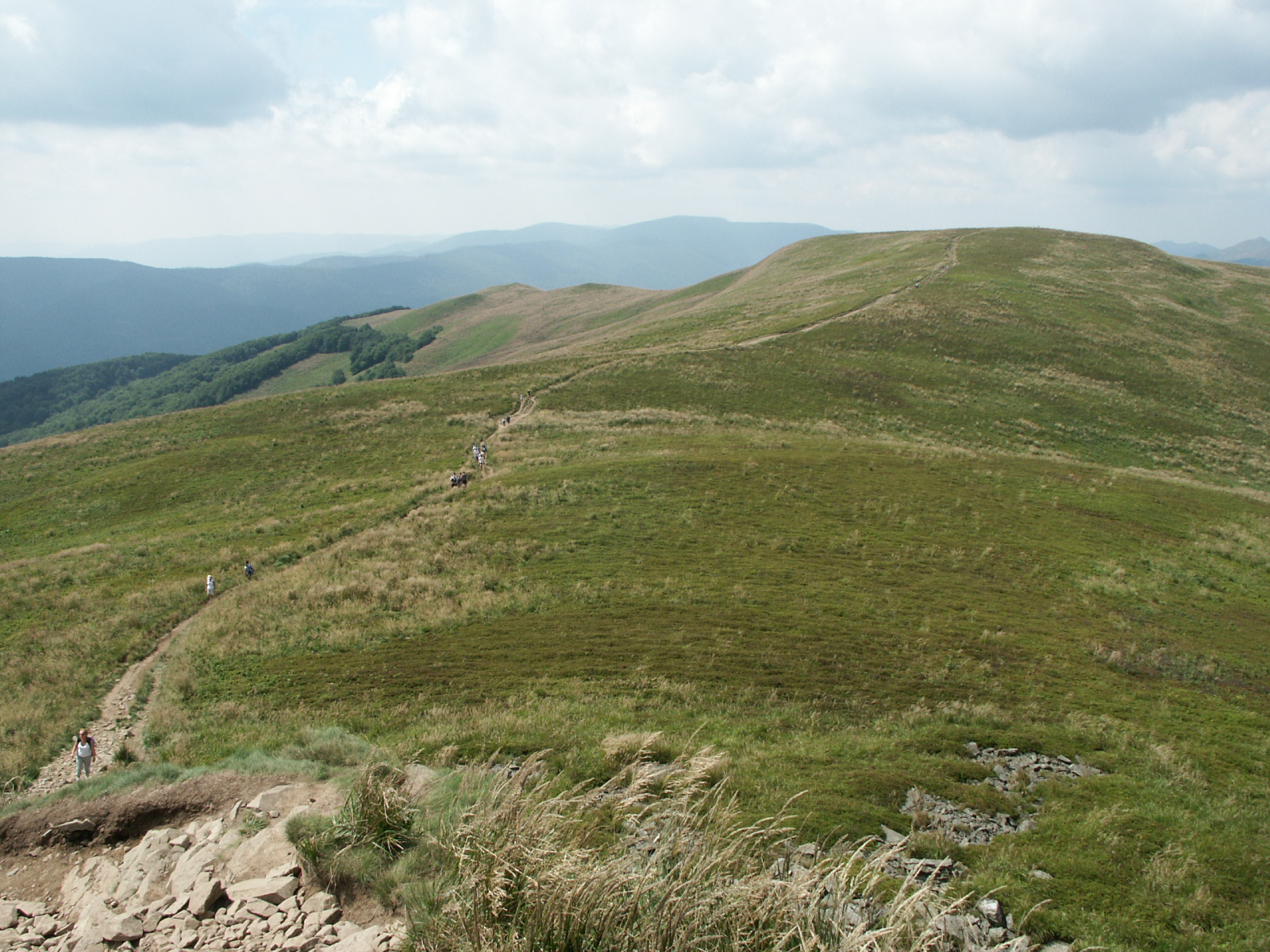
Połonina na Szerokim Wierchu w Bieszczadach

Rośliny trawiaste odgrywają dominującą rolę w wielu zbiorowiskach kształtujących się wzdłuż wybrzeży morskich na siedliskach zasolonych, zwłaszcza na nadmorskich marszach, ale także na wydmach. Głównym czynnikiem warunkującym występowanie formacji trawiastych w strefie umiarkowanej i chłodnej są wylewy wód w dolinach rzecznych, gdzie długotrwałe wylewy wraz z działaniem lodu podczas powodzi roztopowych i zimowych warunkują występowanie naturalnych łąk przyrzecznych. Na obszarach górskich ponad górną granicą lasu kształtują się przystosowane do krótkiego okresu wegetacji murawy halne, zwykle bardzo bogate florystycznie i barwne.
W strefie umiarkowanej wiele azonalnych siedlisk trawiastych (ewentualnie budowanych przez zbliżone fizjonomicznie rośliny, zwłaszcza turzycowate) ma charakter półnaturalny lub antropogeniczny, a ich istnienie warunkowane jest przez użytkowanie – koszenie lub wypas.